# 皮西科 (紐約州)
皮西科（英語：Piseco）是位於美國紐約州漢密爾頓縣的非建制地區。

## 歷史
皮西科的郵局自1839年營運至今。

## 地理
皮西科所處的海拔為高於海平面511米（即1677英呎），而該地所採用的時區為UTC-5，即北美东部时区（EST）。同時該地設有夏令時間，為UTC-5調快一小時，即UTC-4（EDT）。